# 1. HNL 2016./17.
Prva hrvatska nogometna liga 2016./17. (službeno, iz sponzorskih razloga: MAXtv Prva liga) je 26. sezona 1. HNL koja je započela 15. srpnja 2016., a završit će 27. svibnja 2017. godine. Deset momčadi odigrat će 36 utakmica četverokružnim sustavom uz stanku na prijelazu godina koja sezonu dijeli na proljetni i jesenski dio. Prvak će predstavljati Hrvatsku od drugog kola kvalifikacija za Ligu prvaka 17./18., a još tri momčadi izborit će kvalifikacije za Europsku ligu (drugo i trećeplasirana, a možda i četvrtoplasirana ovisno o pobjedniku Hrvatskoga kupa ove sezone). Prvak je prvi put u povijesti postala Rijeka.

## Momčadi
- Cibalia – Vinkovci
- Dinamo – Zagreb
- Inter – Zaprešić
- Istra 1961 – Pula
- Hajduk – Split
- Lokomotiva – Zagreb
- Osijek – Osijek
- Rijeka – Rijeka
- Slaven Belupo – Koprivnica
- Split – Split

## Ljestvica
| Poz. | Momčad            | U  | P  | N  | I  | G+ | G– | G+/– | Bod. | Nastavak natjecanja ili ispadanje |
| ---- | ----------------- | -- | -- | -- | -- | -- | -- | ---- | ---- | --------------------------------- |
| 1.   | Rijeka (P)        | 36 | 27 | 7  | 2  | 71 | 23 | +48  | 88   | UEFA Liga prvaka                  |
| 2.   | Dinamo Zagreb     | 36 | 27 | 5  | 4  | 68 | 24 | +44  | 86   | UEFA Europska liga                |
| 3.   | Hajduk Split      | 36 | 20 | 9  | 7  | 70 | 31 | +39  | 69   | UEFA Europska liga                |
| 4.   | Osijek            | 36 | 20 | 6  | 10 | 52 | 37 | +15  | 66   | UEFA Europska liga                |
| 5.   | Lokomotiva Zagreb | 36 | 12 | 8  | 16 | 41 | 38 | +3   | 44   |                                   |
| 6.   | Istra 1961        | 36 | 10 | 9  | 17 | 33 | 49 | −16  | 39   |                                   |
| 7.   | Slaven Belupo     | 36 | 9  | 11 | 16 | 36 | 45 | −9   | 38   |                                   |
| 8.   | Inter Zaprešić    | 36 | 5  | 13 | 18 | 26 | 57 | −31  | 28   |                                   |
| 9.   | Cibalia (O)       | 36 | 4  | 9  | 23 | 26 | 79 | −53  | 21   | Doigravanje za 2. HNL             |
| 10.  | Split (R)         | 36 | 3  | 9  | 24 | 12 | 52 | −40  | 18   | 3. HNL                            |

## Najbolji strijelci
Najbolji strijelci lige:
18 golova
- Márkó Futács (Hajduk Split)

17 golova
- El Arbi Hillel Soudani (Dinamo Zagreb)

16 golova
- Armin Hodžić (Dinamo Zagreb)
- Franko Andrijašević  (Rijeka)

14 golova
- Muzafer Ejupi (Osijek)

12 golova
- Alexander Gorgon (Rijeka)

11 golova
- Ante Erceg (Hajduk Split)
- Jakov Puljić (Inter Zaprešić)
- Roman Bezjak (Rijeka)
- Mario Gavranović (Rijeka)

10 golova
- Heber Araujo Dos Santos (Slaven Belupo Koprivnica)
- Mirko Ivanovski (Slaven Belupo Koprivnica)

## Kvalifikacije za 1. HNL 2017./18.
| Gorica |  | – |  | Cibalia Vinkovci |  | 0:2, | 1:3 |

Cibalia ostvarila ostanak u 1. HNL

## Unutarnje poveznice
- 2. HNL 2016./17.
- 3. HNL 2016./17.
- 4. rang HNL-a 2016./17.
- 5. rang HNL-a 2016./17.
- 6. rang HNL-a 2016./17.
- 7. rang HNL-a 2016./17.
- Hrvatski nogometni kup 2016./17.

## Vanjske poveznice
- Službena stranica
- stranica lige na UEFA.com
- hrnogomet.com, 1. HNL 2016./17.